# Ringsbjerg (Sydslesvig)
 For alternative betydninger, se Ringsbjerg. (Se også artikler, som begynder med Ringsbjerg)
Ringsbjerg (dansk) eller Ringsberg (tysk) er en landsby og kommune beliggende i det nordlige Angel få kilometer øst for Flensborg i Sydslesvig. Administrativt hører kommunen under Slesvig-Flensborg kreds i den nordtyske delstat Slesvig-Holsten. Under kommunen hører også de små bebyggelser Jægerslyst, Ringsbjergmark (Ringsbergfeld), Sønderskov (Süderholz) og Ranmark. Kommunen samarbejder på administrativt plan med andre kommuner i Langballe kommunefællesskab (Amt Langballig). I kirkelig henseende hører Ringsbjerg under Munkbrarup Sogn. Sognet lå i Munkbrarup Herred (tidligere Husby Herred), da området tilhørte Danmark. 

## Historie
Ringsjerg blev første gang nævnt 1483. På sønderjysk (angeldansk) udtales stednavnet Ringsbjerre. Navnet kunde sigte til et oldfund eller gammel soldyrkelse. Byen er oprindeligt anlagt som en rundby. Ringsbjergs nordlige del blev tidligere kaldt for Fælleby (Fællebyggemark). Stednavnet Ranmark er enten afledt af personnavnet glda. *Randi, der også formodes at indgå i flere stednavne i Danmark (sml. også runeindskrift rantr på den såkaldte Geltinge-sten i Halland) eller stednavnet henviser til rand i betydning af en ås eller en jordryg (sml. lignede stednavne i Norge og Sverige), denne betydning ville passe fortræffeligt på det bakkede terræn ved Ranmark.
Ved Sønderskoven findes resterne af en forhenværende vandborg, som af bønderne i omegnen blev kaldt for Møgsted (tysk Mögstedt). I nærheden af landsbyen Ranmark fandtes en stendysse fra yngre stenalder (Ranmark Dysse). Ved vejen til Sigum og Bogholmvig findes rester af en cirka 160 meter langstrakt dysse (langhøj) ved navn Bøjkhøj (på tysk Beukhy).